# اللاسلطوية والقضايا المتعلقة بالحب والجنس

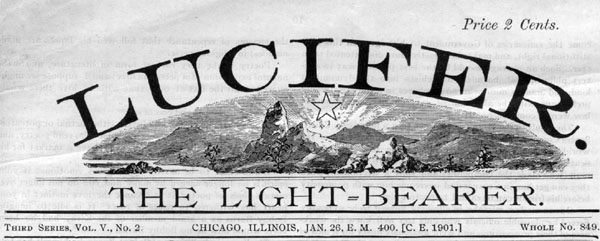

اللاسلطوية (الأناركية) كانت من أبرز الداعمين لفكرة الحب الحر منذ نشأتها. لاحقا هذه النزعة ظهرت في الحركة اللاسلطوية النسوية، والحركات المؤيدة لحقوق المثليين.

## المفكرون الأوائل
دعم المفكرين الرئيسيين للاسلطوية المساواة الكاملة بين النساء والرجال، عدا جوزيف بيير برودون. ميخائيل باكونين كان معارضا النظام الأبوي والقوانين التي تقوي الهيمنة الذكورية على المرأة. وقال بأنه لا بد أن تكون هناك مساواة كاملة بين الرجال والنساء، حتى تتمكن المرأة من الاستقلال فتكون لها الحرية في صياغة طريقة حياتها الخاصة". كما دعا إلى الحرية الجنسية الكاملة للمرأة، والقضاء على العائلة التقليدية الذكورية. بينما كان برودون من مؤيدي العائلة التقليدية وبنيتها.

## الحب الحر واللاسلطوية
التيارات اللاسلطوية الفردانية دعمت الحب الحر، فكانت تناضل ضد القوانين التمييزية ضد المرأة في قوانين الزواج ودعم حق المرأة في الإجهاض، وكانت المجلات الفردانية تدعو للحب الحر. وقد تم محاربة هذه المجلات وإغلاق عدد منها كمجلة المجتمع الحر في الولايات المتحدة في 1906، التي دعمت حق المرأة في اختيار زوجها وحقها في رفض ممارسة الجنس معه وحقها في التعليم. كما الحركات اللاسلطوية النسوية واللاسلطوية المثلية كانت من المدافعة عن الحب الحر كاللاسلطوية إيما غولدمان.
في بعض المناطق اندمجت حركة الحب الحر مع الاشتراكية اللاسلطوية، حيث بدأت بمهاجمة الأخلاق الاجتماعية الذكورية، ومؤسسات الزواج والعائلة ودعوا إلى المتعة الجنسية لكلا الجنسين. كما دعموا حقوق المثليين وبنات الليل.
في أوروبا وخصوصا إسبانيا كانت حركة المرأة الحرة واحدة من أقوى الحركات النسوية، وكانت الحركة من مؤيدي الحب الحر وبشدة وهذه الثقافة سادت خلال الحرب الأهلية الأسبانية والثورة الأسبانية في مناطق سيطرة اللاسلطويون. كان ايميل ارمند من اللاسلطويون الفرديين الذين أيدوا حركة الحب الحر وأيد حركة العراة وتعدد العشاق والجنس الجماعي، وقال إن العلاقة الجنسية تتم بموافقة الشركاء فيها أيا كان نوعها شرط أن تلتزم بالأمان الجنسي. أما الإيطالي ايريكو مالاتيستا فقد دعا إلى إزالة استغلال الإنسان للإنسان بما فيه استغلال الذكور للإناث، ودعا إلى محاربة «الإجحاف الجنسي والاجتماعي والديني»، وقال إن هذا كفيل بإدخال السعادة للحب وتخليصه من النظرة السيئة.

## الحركة اللاسلطوية النسوية
ظهرت هذه الحركة في القرن التاسع عشر والعشرون وأبرز منظريها إيما غولدمان وخوريو لوسي، وكانت أبرز منظماتها المرأة الحرة الأسبانية. وتدافع الحركة عن كل من الأفكار النسوية واللاسلطوية، وتؤمن أن الثورة الاجتماعية سوف تسرع من عملية تحرير المرأة والثورة ضد التمييز الجنسي. تدمج الحركة بين الرأسمالية والنظام الأبوي، وترى أن المجتمع الرأسمالي الحديث يهيمن عله الذكور لذا لا بد من التخلص من استبداد العادات والتقاليد إلى جانب الاستغلال والاحتكارات، وفكرة المنافسة بين الذكور والإناث في العمل مؤكدة على التعاون بينهم.
إيما غولدمان ناضلت ضد الدولة والطبقية والنظام الأبوي، وقالت إنني أطلب استقلال المرأة حقها في الحياة، الحب والسعادة، أطلب الحرية لكلا الجنسين، الحرية في الحب والحرية في الأمومة". كانت إيما من المعارضين للإجهاض ودعت إلى تحديد النسل، كما كانت من منتقدي حركة الزواج ومساندة للحب الحر.
أما منظمة المرأة الحرة فكانت منظمة لاسلطوية نسوية كانت تضم نحو 30 ألف عضو. كانت تهدف لتحرير المرأة والثورة الاجتماعية وقالت أن الهدفان هما سواء. في الثورة الأسبانية نشطت الحركة في مقاومة النظرة الذكورية وشاركت بقوة في الثورة الاجتماعية والمقاومة المسلحة وتولى أعضائها أدوارا قيادية ونظموا المدارس والصحف النسوية.

## الحركة اللاسلطوية المثلية
هي حركة تدافع عن الحرية الشخصية للمثليين وحقوقهم كما وتؤيد حركة الحب الحر. الحركة تصاعدت بعد العام 1900، وقد واجهت الحركة النازية التي اعتبرت المثليين خطرا على المجتمع. كما أصدرت عددا ن المجلات التي دعمت حرية وحقوق المثليين وحق كلا الجنسين في العلاقات المثلية القائمة على التوافق الحر وقد أغلق وقتل العديد من هؤلاء على يد النازيين مثل ويليام فون وساشا شنايدر.
الحركة اللاسلطوية لم تخل من رهاب المثلية، حيث كتبت في افتتاحية مجلة لاسلطوية في 1930، «أن اللاسلطوي لا بد أن يكون مستقيما جنسيا، إذا كان عكس هذا فهو ليس لاسلطويا».

## اللاسطوية المعاصرة والحب/الجنس
هناك تأييد في الحركة اللاسلطوية المعاصرة لفكرة الحب الحر وحقوق المثليين، وقد كان هذا محل صراع بين الحركة الماركسية اللينينية واللاسلطوية الاشتراكية. ويرى اللاسلطويون أن الثورة الجنسية تدخل في سياق الثورة الاجتماعية ومناهضة الاستبداد والرأسمالية والدولة. وهناك العديد من الحركات النسوية اللاسلطوية في بوليفيا وإسبانيا وأماكن أخرى مؤيدة للحب الحر.

## اللاسلطوية وبي دي اس ام
في العدد 59 من المجلة اللاسلطوية «انتظم» التابعة للاتحاد اللاسلطوي في بريطانيا وأيرلندا، قالت اللاسلطوية فينيس دوميناتركس أنها تساند بي دي اس ام وهي لعبة جنسية تقوم على العبودية، وقالت أن هذه العبودية ليست حقيقية فهي تتم بتراضي الشركاء من أجل الوصول للمتعة الجنسية التي يرغبون بها.

## الفن الإباحي
يدافع اللاسلطويون بأغلبهم عن الفن الإباحي، رغم أنهم يرفضون قواعد الدعارة التي تقوم على إكراه المرأة على بيع جسدها لأسباب مادية، لكنهم يدعمون طوعية الفن الإباحي خارج الرأسمالية والاستغلال الذكوري، وذلك ضمن مبادئ حرية التعبير.

## المصدر
ويكيبيديا الإنكليزية